# New Maps of Hell
New Maps of Hell ist das vierzehnte Studioalbum von Bad Religion. Es erschien 2007, drei Jahre nach dem Vorgängeralbum The Empire Strikes First und 25 Jahre nach dem ersten Bad-Religion-Album How Could Hell Be Any Worse?, auf welches es durch seinen Titel und die Gestaltung des Albumcovers auch anspielt. New Maps of Hell ist das dritte Album seit der Rückkehr der Band zu Epitaph Records sowie ebenfalls das dritte Album mit der aktuellen Bandbesetzung. Musikalisch setzte das Album den seit The Process of Belief (2002) eingeschlagenen Weg fort und setzte auf aggressiven, aber melodischen Punkrock. In den USA erreichte das Album in der ersten Woche mit 21.000 verkauften Einheiten Platz 35 der Albumcharts und bescherte der Band ihre beste Chartplatzierung überhaupt.

## Entstehungsgeschichte
Bereits 2005 wurde seitens der Band über den Nachfolger zu The Empire Strikes First gesprochen und eine mögliche Veröffentlichung im Jahre 2006 angekündigt. Aus verschiedenen Gründen wurde das Projekt jedoch nach hinten geschoben. Einer dieser Gründe war die Veröffentlichung des zweiten Soloalbums von Sänger Greg Graffin, (Cold as the Clay) im Juli 2006. Im September 2006 kündigte Schlagzeuger Brooks Wackerman auf der Myspace-Seite von Bad Religion an, dass die Band mit Demoaufnahmen zum neuen Album begonnen habe. Im Januar 2007 begannen die Aufnahmen mit Produzent Joe Barresi, die im April 2007 abgeschlossen waren. Die zu diesem Zeitpunkt veröffentlichte Tracklist wurde noch einmal geändert, als das Lied New Chapter gestrichen wurde, obwohl es bereits fertig abgemischt war.
Kurzzeitig war die Veröffentlichung eines Doppelalbums angedacht, diese Idee wurde von Bassist Jay Bentley aber abgelehnt.

## Titelliste
1. 52 Seconds (Gurewitz) – 0:58
2. Heroes and Martyrs (Gurewitz) – 1:25
3. Germs of Perfection (Graffin) – 1:27
4. New Dark Ages (Gurewitz) – 2:47
5. Requiem for Dissent (Graffin) – 2:08
6. Before you Die (Graffin) – 2:34
7. Honest Goodbye (Gurewitz) – 2:51
8. Dearly Beloved (Gurewitz) – 2:19
9. Grains of Wrath (Graffin) – 3:00
10. Murder (Gurewitz) – 1:18
11. Scrutiny (Graffin) – 2:36
12. Prodigal Son (Gurewitz) – 3:07
13. The Grand Delusion (Graffin) – 2:10
14. Lost Pilgrim (Graffin) – 2:28
15. Submission Complete (Graffin) – 3:40
16. Fields of Mars (Graffin) – 3:39

1. Sorrow (Acoustic) (Gurewitz) – 3:17 (Bonustrack in Japan)
2. God Song (Acoustic) (Graffin) – 2:17 (Bonustrack in Japan)

Deluxe Edition bonus tracks (2008)
1. Won't Somebody (Acoustic) (Gurewitz) – 3:08
2. Adam’s Atoms (Acoustic) (Graffin) – 2:37
3. Sorrow (Acoustic) (Gurewitz) – 3:12
4. God Song (Acoustic) (Graffin) – 2:40
5. Dearly Beloved (Acoustic) (Gurewitz) – 2:37
6. Chronophobia (Acoustic) (Graffin) – 1:55
7. Skyscraper (Acoustic) (Gurewitz) – 3:00